# Melese paranensis
Melese paranensis là một loài bướm đêm thuộc phân họ Arctiinae, họ Erebidae.